# Подић
Подић је насељено мјесто у Босни и Херцеговини у општини Дрвар које административно припада Федерацији Босне и Херцеговине. Према попису становништва из 1991. у насељу је живјело 96 становника.

## Становништво
|             | 2013.       | 1991.       | 1981.        | 1971.        |
| Укупно      | 25 (100,0%) | 96 (100,0%) | 181 (100,0%) | 230 (100,0%) |
| Срби        | 25 (100,0%) | 96 (100,0%) | 23 (12,71%)  | 230 (100,0%) |
| Југословени | –           | –           | 156 (86,19%) | –            |
| Остали      | –           | –           | 2 (1,105%)   | –            |